# 女院
女院（にょいん/にょういん）は、三后（太皇太后・皇太后・皇后）や、それに準ずる身位（准后、内親王など）の女性に宣下された称号を指し、平安時代中期から明治維新まで続いた制度である。「院」はすなわち太上天皇のことを指し、「女院」とはそれに準ずる待遇を受けた女性のことである。上皇に倣って院庁を置き、別当・判官代・主典代その他諸司を任じ、殿上を定め、蔵人を補した。

## 宣下の対象
従来、出家に伴い后妃の待遇（后宮職）は停止するものになっていた。ところが一条天皇の代、正暦2年（991年）皇太后藤原詮子落飾の際、皇太后宮職を停めると同時に、優詔あって東三条院の院号が贈られ、「女院」が出現したのである。
初期の女院号宣下は后妃の中でも特に国母となった者に限られて行われたが、承保元年（1074年）の後冷泉天皇中宮章子内親王の院号宣下（二条院）以後、所生はなくても尊貴な出自を以って院号を得る例が加わった（ただし章子内親王の場合、新たに立后する妃のために后位を空ける手段として女院にされたとする説がある）。また、皇女を准母立后による尊称皇后（天皇の配偶ではない称号のみの后）とする制度が白河天皇皇女媞子内親王（郁芳門院）を契機として確立すると、院号宣下の対象も尊称皇后にまで拡大、さらに応保元年（1161年）の暲子内親王（八条院）によって、后位を経ずに院号宣下される道も開かれた。この結果、特に内親王で女院号宣下を受ける例が大幅に増えたが、原則として宣下の対象は后妃・天皇生母・内親王のいずれかであることが前提であり、乾元元年（1302年）の永嘉門院瑞子女王（宗尊親王女、後宇多天皇後宮）や、応永14年（1407年）の北山院日野康子（足利義満室）などは非常な異例だといえる。
平安末期から鎌倉時代にかけて、内乱や両統迭立に影響され、女院号の宣下が氾濫し、一時には十数人にのぼる女院がいた。この内、皇女が所領相続の前奏として院号を与えられた例が多く見られ、内親王宣下・准后宣旨ののち、即日院号という場合もある。もっとも、厖大な荘園群を譲られた姫宮の権勢は大変なもので、富を利用して政治に睨みをきかせた八条院、宣陽門院、安嘉門院などはその代表である。
その後室町時代から江戸初期にかけて、立后・内親王宣下が共に途絶え、その結果天皇生母のみが女院となる時代が長く続いた。しかし後水尾天皇中宮徳川和子（東福門院）以後后からの女院が復活、また内親王からの女院として孝子内親王（礼成門院）のような例もあったが、正親町雅子（新待賢門院、孝明天皇生母）を最後に明治維新の時に廃止される。その後、中山慶子・柳原愛子（それぞれ明治天皇・大正天皇の生母）の待遇を巡り、女院を復活させる意見も出たものの、反対論が多く実現されなかった。

## 名称
女院の名称（以下女院号）は、天皇や上皇の院号とは異なり生前の時点で院号定（いんごうさだめ）により決定される。最初の二人の女院に即して見ると、東三条院の称号は東三条第によって、上東門院の称号は上東門第（土御門第の別名）（大内裏の上東門は別名を「土御門」といい、そこに通じる道路は土御門大路または上東門大路と呼ばれた）によってと、いずれも里第に由来した。続く陽明門院・郁芳門院も、伝領した邸宅がそれぞれ大内裏の陽明門に通じる近衛大路（別名を陽明門大路）に面する枇杷殿、大内裏の郁芳門に通じる大炊御門大路に面する大炊殿で、それに因む門院号であった。しかし、天治元年（1124年）の待賢門院以後、女院号は御在所に関わりなく宣下されることが通例化した。当時の朝廷執行部と関係が思わしくなかった敬法門院のように実在しない門の名前（本人の出家後の法名に「門」を付加したもの）を与えられたケースもある。
女院号の決定には、まず複数の候補が挙げられた中から選ばれたことが記録から判り、選定に当たっては里第名や門院名だけでなく、字が良いかどうかや不吉な先例に似ていないか、また既に存在する院号と重複しないか等、様々な角度から検討された。なお天皇・上皇の院号の場合、「後」を冠して重複する院号を使用したが、女院号は殆どが「新」を冠したのも特徴のひとつである（後京極院のみ例外）。また天皇・上皇の院号と重複する女院号は採用されなかったのに対し、逆に天皇の院号を決める際には、二条天皇のように先例である女院号の二条院との重複は考慮されなかったと見られる。
なお、新待賢門院の名だけは、南北朝時代の阿野廉子と江戸時代末期の正親町雅子の両者に重複している。これは、前者が南朝から宣下されたものであり、北朝を正統とする江戸時代の史観からは無視されていたからである。

## 門院号
女院号の一形式として、禁裏の門を宛てる門院号がある。初例は上東門院で、元々は里第に由来する命名だが、二代の国母となった上東門院は佳例であるとされたこともあり、女院全体の大多数を占める院号となった。始めは禁門（大内裏を囲む外郭十四門）に限られたが、嘉応元年（1169年）の建春門院以降は宮門（内裏の外重を囲む外郭七門）や内門（内裏の中重を囲む内郭十二門）、内閤門、その他朝堂院・豊楽院の門名なども取り入れられた。

## 女院の一覧
| 院号       | 名（生没年）                     | 出自（父母）                                                                         | 宣下の根拠                              | 宣下年月日                               | 宣下時の身位 |
| ---------- | -------------------------------- | ------------------------------------------------------------------------------------ | --------------------------------------- | ---------------------------------------- | ------------ |
| 東三条院   | 藤原詮子（962 - 1002）           | 父：関白藤原兼家 母：藤原中正女時姫                                                  | 一条天皇母                              | 正暦2年9月16日 （991年10月26日）         | 皇太后       |
| 上東門院   | 藤原彰子（988 - 1074）           | 父：摂政藤原道長 母：源雅信女倫子                                                    | 一条天皇中宮 後一条・後朱雀両天皇母     | 万寿3年1月19日 （1026年2月9日）          | 太皇太后     |
| 陽明門院   | 禎子内親王（1013 - 1094）        | 父：三条天皇 母：藤原道長女中宮妍子                                                  | 後朱雀天皇皇后 後三条天皇母             | 治暦5年2月17日 （1069年3月12日）         | 太皇太后     |
| 二条院     | 章子内親王（1026 - 1105）        | 父：後一条天皇 母：藤原道長女中宮威子                                                | 後冷泉天皇中宮                          | 延久6年6月16日 （1074年7月12日）         | 太皇太后     |
| 郁芳門院   | 媞子内親王（1076 - 1096）        | 父：白河天皇 母：藤原師実養女中宮賢子                                                | 堀河天皇准母・中宮                      | 寛治7年1月19日 （1093年2月17日）         | 中宮         |
| 待賢門院   | 藤原璋子（1101 - 1145）          | 父：権大納言藤原公実 母：藤原隆方女光子                                              | 鳥羽天皇中宮 崇徳・後白河両天皇母       | 天治元年11月24日 （1124年12月31日）      | 中宮         |
| 高陽院     | 藤原泰子（1095 - 1156）          | 父：関白藤原忠実 母：源顕房女師子                                                    | 鳥羽天皇皇后                            | 保延5年7月28日 （1139年8月24日）         | 皇后         |
| 美福門院   | 藤原得子（1117 - 1160）          | 父：贈左大臣藤原長実 母：源俊房女方子                                                | 鳥羽天皇皇后 近衛天皇母                 | 久安5年8月3日 （1149年9月6日）           | 皇后         |
| 皇嘉門院   | 藤原聖子（1122 - 1182）          | 父：関白藤原忠通 母：藤原宗通女宗子                                                  | 崇徳天皇中宮                            | 久安6年2月27日 （1150年3月27日）         | 皇太后       |
| 上西門院   | 統子内親王（1126 - 1189）        | 父：鳥羽天皇 母：待賢門院                                                            | 後白河天皇准母・皇后                    | 保元4年2月13日 （1159年3月4日）          | 皇后         |
| 八条院     | 暲子内親王（1137 - 1211）        | 父：鳥羽天皇 母：美福門院                                                            | 二条天皇准母                            | 応保元年12月16日 （1162年1月3日）        | 准后         |
| 高松院     | 姝子内親王（1141 - 1176）        | 父：鳥羽天皇 母：美福門院                                                            | 二条天皇中宮                            | 応保2年2月5日 （1162年2月20日）          | 中宮         |
| 九条院     | 藤原呈子（1131 - 1176）          | 父：太政大臣藤原伊通 母：藤原顕隆女立子                                              | 近衛天皇中宮                            | 仁安3年3月14日 （1168年4月23日）         | 皇太后       |
| 建春門院   | 平滋子（1142 - 1176）            | 父：贈左大臣平時信 母：藤原顕頼女祐子                                                | 高倉天皇母                              | 嘉応元年4月12日 （1169年5月10日）        | 皇太后       |
| 建礼門院   | 平徳子（1155 - 1214）            | 父：太政大臣平清盛 母：平時信女時子                                                  | 高倉天皇中宮 安徳天皇母                 | 養和元年11月25日 （1182年1月1日）        | 中宮         |
| 殷富門院   | 亮子内親王（1147 - 1216）        | 父：後白河天皇 母：藤原季成女成子                                                    | 安徳天皇准母・皇后 後鳥羽天皇准母・皇后 | 文治3年6月28日 （1187年8月4日）          | 皇后         |
| 七条院     | 藤原殖子（1158 - 1228）          | 父：贈左大臣藤原信隆 母：藤原通基女休子                                              | 後鳥羽天皇母                            | 建久元年4月22日 （1190年5月27日）        | 准后         |
| 宣陽門院   | 覲子内親王（1181 - 1252）        | 父：後白河天皇 母：法印澄雲女高階栄子                                                |                                         | 建久2年6月26日 （1191年7月19日）         | 准后         |
| 宜秋門院   | 九条任子（1173 - 1239）          | 父：関白九条兼実 母：藤原範兼女兼子                                                  | 後鳥羽天皇中宮                          | 正治2年6月28日 （1200年8月9日）          | 中宮         |
| 承明門院   | 源在子（1171 - 1257）            | 父：法印能円、養父：内大臣源通親 母：藤原範兼女範子                                  | 土御門天皇母                            | 建仁2年1月15日 （1202年2月9日）          | 准后         |
| 坊門院     | 範子内親王（1177 - 1210）        | 父：高倉天皇 母：藤原成範女小督局                                                    | 土御門天皇准母・皇后                    | 建永元年9月2日 （1206年10月5日）         | 皇后         |
| 修明門院   | 藤原重子（1182 - 1264）          | 父：贈左大臣藤原範季 母：平教盛女教子                                                | 順徳天皇母                              | 建永2年6月7日 （1207年7月3日）           | 准后         |
| 春華門院   | 昇子内親王（1195 - 1211）        | 父：後鳥羽天皇 母：宜秋門院                                                          | 順徳天皇准母・皇后                      | 承元3年4月25日 （1209年5月30日）         | 皇后         |
| 陰明門院   | 大炊御門麗子（1185 - 1243）      | 父：太政大臣大炊御門頼実 母：藤原定隆女隆子                                          | 土御門天皇中宮                          | 承元4年3月19日 （1210年4月14日）         | 中宮         |
| 嘉陽門院   | 礼子内親王（1200 - 1273）        | 父：後鳥羽天皇 母：坊門信清女坊門局                                                  |                                         | 建保2年6月10日 （1214年7月18日）         | 准后         |
| 東一条院   | 九条立子（1192 - 1248）          | 父：摂政九条良経 母：一条能保女                                                      | 順徳天皇中宮 仲恭天皇母                 | 承久4年3月25日 （1222年5月7日）          | 中宮         |
| 北白河院   | 持明院陳子（1173 - 1238）        | 父：権中納言持明院基家 母：平頼盛女                                                  | 後堀河天皇母                            | 貞応元年7月11日 （1222年8月19日）        | 准后         |
| 安嘉門院   | 邦子内親王（1209 - 1283）        | 父：守貞親王（後高倉院） 母：北白河院                                                | 後堀河天皇准母・皇后                    | 貞応3年8月4日 （1224年9月18日）          | 皇后         |
| 安喜門院   | 三条有子（1207 - 1286）          | 父：太政大臣三条公房 母：藤原範能女修子                                              | 後堀河天皇皇后                          | 嘉禄3年2月20日 （1227年3月9日）          | 皇后         |
| 鷹司院     | 近衛長子（1218 - 1275）          | 父：関白近衛家実 母：藤原季信女                                                      | 後堀河天皇中宮                          | 寛喜元年4月18日 （1229年5月12日）        | 中宮         |
| 藻璧門院   | 九条竴子（1209 - 1233）          | 父：関白九条道家 母：西園寺公経女掄子                                                | 後堀河天皇中宮 四条天皇母               | 貞永2年4月3日 （1233年5月13日）          | 中宮         |
| 明義門院   | 諦子内親王（1217 - 1243）        | 父：順徳天皇 母：東一条院                                                            |                                         | 嘉禎2年12月21日 （1237年1月19日）        | 准后         |
| 式乾門院   | 利子内親王（1197 - 1251）        | 父：守貞親王（後高倉院） 母：北白河院                                                | 四条天皇准母                            | 延応元年11月12日 （1239年12月8日）       | 皇后         |
| 宣仁門院   | 九条彦子（1227 - 1262）          | 父：摂政九条教実 母：西園寺公経女嘉子                                                | 四条天皇女御                            | 仁治4年2月23日 （1243年3月15日）         | 准后         |
| 正親町院   | 覚子内親王（1213 - 1285）        | 父：土御門天皇 母：源通宗女通子                                                      |                                         | 寛元元年6月26日 （1243年7月14日）        | 准后         |
| 室町院     | 暉子内親王（1228 - 1300）        | 父：後堀河天皇 母：持明院家行女別当典侍                                              |                                         | 寛元元年12月14日 （1244年1月25日）       | 准后         |
| 大宮院     | 西園寺姞子（1225 - 1292）        | 父：太政大臣西園寺実氏 母：四条隆衡女貞子                                            | 後嵯峨天皇中宮 後深草・亀山両天皇母     | 宝治2年6月18日 （1248年7月10日）         | 中宮         |
| 仙華門院   | 曦子内親王（1224 - 1262）        | 父：土御門天皇 母：源有雅女大宮局                                                    | 後嵯峨天皇准母・皇后                    | 建長3年3月27日 （1251年4月19日）         | 皇后         |
| 永安門院   | 穠子内親王（1216 - 1279）        | 父：順徳天皇 母：坊門信清女大納言局                                                  |                                         | 建長3年11月13日 （1251年12月26日）       | 准后         |
| 神仙門院   | 体子内親王（1231 - 1302）        | 父：後堀河天皇 母：持明院家行女別当典侍                                              |                                         | 建長8年2月7日 （1256年3月5日）           | 准后         |
| 東二条院   | 西園寺公子（1232 - 1304）        | 父：太政大臣西園寺実氏 母：四条隆衡女貞子                                            | 後深草天皇中宮                          | 正元元年12月19日 （1260年2月1日）        | 中宮         |
| 和徳門院   | 義子内親王（1234 - 1290）        | 父：仲恭天皇 母：法印性慶女右京大夫局                                                |                                         | 弘長元年3月8日 （1261年4月9日）          | 准后         |
| 月華門院   | 綜子内親王（1247 - 1269）        | 父：後嵯峨天皇 母：大宮院                                                            |                                         | 弘長3年7月27日 （1263年9月1日）          | 准后         |
| 今出河院   | 西園寺嬉子（1253 - 1318）        | 父：太政大臣西園寺公相 母：徳大寺実基養女教子                                        | 亀山天皇中宮                            | 文永5年12月6日 （1269年1月9日）          | 中宮         |
| 京極院     | 洞院佶子（1245 - 1272）          | 父：左大臣洞院実雄 母：法印公審女徳大寺栄子                                          | 亀山天皇皇后 後宇多天皇母               | 文永9年8月9日 （1272年9月2日）           | 皇后         |
| 新陽明門院 | 近衛位子（1262 - 1296）          | 父：関白近衛基平 母：久我通能女                                                      | 亀山天皇妃                              | 文永12年3月28日 （1275年4月25日）        | 准后         |
| 延政門院   | 悦子内親王（1259 - 1332）        | 父：後嵯峨天皇 母：西園寺公経女公子                                                  |                                         | 弘安7年2月28日 （1284年3月16日）         | 准后         |
| 玄輝門院   | 洞院愔子（1246 - 1329）          | 父：左大臣洞院実雄 母：四条隆房女臧子                                                | 伏見天皇母                              | 正応元年12月16日 （1289年1月9日）        | 准后         |
| 五条院     | 懌子内親王（1262 - 1294）        | 父：後嵯峨天皇 母：藤原孝時女掌侍博子                                                |                                         | 正応2年12月10日 （1290年1月22日）        | 准后         |
| 遊義門院   | 姈子内親王（1270 - 1307）        | 父：後深草天皇 母：東二条院                                                          | 後二条天皇准母・皇后                    | 正応4年8月12日 （1291年9月6日）          | 皇后         |
| 永陽門院   | 久子内親王（1272 - 1346）        | 父：後深草天皇 母：玄輝門院                                                          |                                         | 永仁2年2月7日 （1294年3月5日）           | 准后         |
| 昭慶門院   | 憙子内親王（1270 - 1324）        | 父：亀山天皇 母：法性寺雅平女典侍雅子                                                |                                         | 永仁4年8月11日 （1296年9月9日）          | 准后         |
| 永福門院   | 西園寺鏱子（1271 - 1342）        | 父：太政大臣西園寺実兼 母：中院通成女顕子                                            | 伏見天皇中宮 後伏見天皇養母             | 永仁6年8月21日 （1298年9月27日）         | 中宮         |
| 昭訓門院   | 西園寺瑛子（1273 - 1336）        | 父：太政大臣西園寺実兼 母：中院通成女顕子                                            | 亀山天皇妃                              | 正安3年3月19日 （1301年4月28日）         | 准后         |
| 永嘉門院   | 瑞子女王（1272 - 1329）          | 父：宗尊親王 母：堀川具教女                                                          | 後宇多天皇妃                            | 正安4年1月20日 （1302年2月18日）         | 准后         |
| 陽徳門院   | 媖子内親王（1288 - 1352）        | 父：後深草天皇 母：西園寺公相女相子                                                  |                                         | 正安4年3月15日 （1302年4月13日）         | 准后         |
| 章義門院   | 誉子内親王（？ - 1336）          | 父：伏見天皇 母：洞院公宗女英子                                                      |                                         | 徳治2年6月22日 （1307年7月22日）         | 准后         |
| 西華門院   | 堀川基子（1269 - 1355）          | 父：内大臣堀川具守 母：平親継女                                                      | 後二条天皇母                            | 延慶元年12月2日 （1309年1月13日）        | 准后         |
| 広義門院   | 西園寺寧子（1292 - 1357）        | 父：左大臣西園寺公衡 母：藤原光保女兼子                                              | 後伏見天皇妃 花園天皇養母               | 延慶2年1月13日 （1309年2月23日）         | 准后         |
| 章善門院   | 永子内親王（？ - 1338）          | 父：後深草天皇 母：三条公親女房子                                                    |                                         | 延慶2年2月3日 （1309年3月15日）          | 准后         |
| 朔平門院   | 璹子内親王（1287 - 1310）        | 父：伏見天皇 母：顕親門院                                                            |                                         | 延慶2年6月27日 （1309年8月3日）          | 准后         |
| 長楽門院   | 徳大寺忻子（1283 - 1352）        | 父：太政大臣徳大寺公孝 母：徳大寺公親女喜子                                          | 後二条天皇中宮                          | 延慶3年12月19日 （1311年1月9日）         | 中宮         |
| 延明門院   | 延子内親王（1291 - ？）          | 父：伏見天皇 母：顕親門院                                                            |                                         | 正和4年2月24日 （1315年3月29日）         | 准后         |
| 談天門院   | 五辻忠子（1268 - 1319）          | 父：参議五辻忠継 母：平高輔女                                                        | 後醍醐天皇母                            | 文保2年4月12日 （1318年5月13日）         | 准后         |
| 達智門院   | 奨子内親王（1286 - 1348）        | 父：後宇多天皇 母：談天門院                                                          | 皇后                                    | 元応元年11月15日 （1319年12月27日）      | 皇后         |
| 万秋門院   | 一条頊子（1268 - 1338）          | 父：関白一条実経 母：平成俊女中納言典侍                                              | 後二条天皇尚侍                          | 元応2年2月26日 （1320年4月5日）          | 准后         |
| 寿成門院   | 㛹子内親王（1302 - 1362）        | 父：後二条天皇 母：平棟俊女勾当内侍                                                  |                                         | 元応2年8月24日 （1320年9月26日）         | 准后         |
| 顕親門院   | 洞院季子（1265 - 1336）          | 父：左大臣洞院実雄 母：賀茂能直女但馬局                                              | 花園天皇母                              | 正中3年2月7日 （1326年3月11日）          | 准后         |
| 崇明門院   | 禖子内親王（生没年不詳）         | 父：後宇多天皇 母：宗尊親王女掄子女王                                                | 東宮邦良親王妃                          | 元徳3年10月25日 （1331年11月25日）       | 准后         |
| 礼成門院   | 西園寺禧子（1303 - 1333）        | 父：太政大臣西園寺実兼 母：藤原孝泰女孝子                                            | 後醍醐天皇中宮                          | 正慶元年5月20日 （1332年6月13日）        | 中宮         |
| 後京極院   | 西園寺禧子（1303 - 1333）        | 父：太政大臣西園寺実兼 母：藤原孝泰女孝子                                            | 後醍醐天皇中宮                          | 元弘3年10月12日 （1333年11月19日）       | 皇太后       |
| 宣政門院   | 懽子内親王（1315 - 1362）        | 父：後醍醐天皇 母：後京極院                                                          | 光厳天皇妃                              | 建武2年2月2日 （1335年2月25日）          | 准后         |
| 章徳門院   | 璜子内親王（生没年不詳）         | 父：後伏見天皇 母：正親町実明女守子                                                  |                                         | 建武3年4月2日 （1336年5月13日）          | 准后         |
| 新室町院   | 珣子内親王（1311 - 1337）        | 父：後伏見天皇 母：広義門院                                                          | 後醍醐天皇中宮                          | 建武4年1月16日 （1337年2月17日）         | 中宮         |
| 徽安門院   | 寿子内親王（1318 - 1358）        | 父：花園天皇 母：宣光門院                                                            | 光厳天皇妃                              | 建武4年2月7日 （1337年3月17日）          | 准后         |
| 宣光門院   | 正親町実子（1297 - 1360）        | 父：権大納言正親町実明 母：正親町三条公貫女                                          | 花園天皇妃                              | 建武5年4月28日 （1338年5月18日）         | 准后         |
| 新待賢門院 | 阿野廉子（1301 - 1359）          | 父：右中将阿野公廉                                                                   | 後村上天皇母                            | 正平6年12月28日 （1352年1月15日）        | 皇太后       |
| 陽禄門院   | 正親町三条秀子（1311 - 1353）    | 父：内大臣正親町三条公秀                                                             | 崇光・後光厳両天皇母                    | 文和元年10月29日 （1352年12月6日）       | 准后         |
| 嘉喜門院   | 藤原勝子？（本名・生没年不詳）   | 実父不詳 猶父：関白二条師基                                                          | 長慶・後亀山？天皇母                    | 正平24年（1369年）？ 文中2年（1373年）？ |              |
| 新宣陽門院 | 憲子内親王？（本名・生没年不詳） | 父：後村上天皇？（後醍醐天皇？）                                                     |                                         | 天授4年2月？ （1378年3月？）             | 准后？       |
| 崇賢門院   | 勘解由小路仲子（1336 - 1427）    | 父：八幡検校法印善法寺通清 母：四辻宮尊雅王女智泉聖通か 猶父：贈左大臣勘解由小路兼綱 | 後円融天皇母                            | 永徳3年4月25日 （1383年5月27日）         | 准后         |
| 通陽門院   | 三条厳子（1351 - 1407）          | 父：内大臣三条公忠                                                                   | 後小松天皇母                            | 応永3年7月24日 （1396年8月27日）         | 准后         |
| 北山院     | 日野康子（1369 - 1419）          | 父：権大納言日野資康 母：池尻殿（三上泉阿養女）                                      | 後小松天皇准母 将軍足利義満室           | 応永14年3月5日 （1407年4月12日）         | 准后         |
| 光範門院   | 日野西資子（1384 - 1440）        | 父：贈左大臣日野西資国                                                               | 称光天皇母                              | 応永32年7月29日 （1425年9月11日）        | 准后         |
| 敷政門院   | 庭田幸子（1390 - 1448）          | 父：贈左大臣庭田経有 母：飛鳥井雅冬女                                                | 後花園天皇母                            | 文安5年3月4日 （1448年4月7日）           | 准后         |
| 嘉楽門院   | 大炊御門信子（1411 - 1488）      | 父：右馬助藤原孝長 猶父：贈太政大臣大炊御門信宗                                      | 後土御門天皇母                          | 文明13年7月26日 （1481年8月21日）        | 准后         |
| 豊楽門院   | 勧修寺藤子（1464 - 1535）        | 父：贈左大臣勧修寺教秀 母：飛鳥井雅永女                                              | 後奈良天皇母                            | 天文4年1月12日 （1535年2月14日）         | 准后         |
| 新上東門院 | 勧修寺晴子（1553 - 1620）        | 父：贈左大臣勧修寺晴右 母：粟屋元隆女元子                                            | 後陽成天皇母                            | 慶長5年12月29日 （1601年2月2日）         | 准后         |
| 中和門院   | 近衛前子（1575 - 1630）          | 父：関白近衛前久 母：若狭武田氏某女宝樹院                                            | 後陽成天皇女御 後水尾天皇母             | 元和6年6月2日 （1620年7月1日）           | 准后         |
| 東福門院   | 徳川和子（1607 - 1678）          | 父：将軍徳川秀忠 母：浅井長政女達子（崇源院）                                        | 後水尾天皇中宮 明正天皇母               | 寛永6年11月9日 （1629年12月23日）        | 中宮         |
| 壬生院     | 園光子（1602 - 1656）            | 父：贈左大臣園基任                                                                   | 後光明天皇母                            | 承応3年8月18日 （1654年9月28日）         | 准后         |
| 新広義門院 | 園国子（1624 - 1677）            | 父：贈左大臣園基音 母：谷衡長女                                                      | 霊元天皇母                              | 延宝5年7月5日 （1677年8月3日）           | 准后         |
| 逢春門院   | 櫛笥隆子（1604 - 1685）          | 父：贈左大臣櫛笥隆致 母：家女房                                                      | 後西天皇母                              | 貞享2年5月22日 （1685年6月23日）         | 准后         |
| 新上西門院 | 鷹司房子（1653 - 1712）          | 父：左大臣鷹司教平 母：冷泉為満女                                                    | 霊元天皇中宮                            | 貞享4年3月25日 （1687年5月6日）          | 中宮         |
| 承秋門院   | 幸子女王（1680 - 1720）          | 父：有栖川宮幸仁親王 母：家女房                                                      | 東山天皇中宮                            | 宝永7年3月21日 （1710年4月19日）         | 中宮         |
| 新崇賢門院 | 櫛笥賀子（1675 - 1710）          | 父：内大臣櫛笥隆賀 母：西洞院時成女                                                  | 中御門天皇母                            | 宝永7年3月26日 （1710年4月24日）         | 准后         |
| 敬法門院   | 松木宗子（1657 - 1732）          | 父：内大臣松木宗条 母：河鰭基秀女秀子                                                | 東山天皇母                              | 正徳元年12月23日 （1712年1月30日）       | 准后         |
| 新中和門院 | 近衛尚子（1702 - 1720）          | 父：関白近衛家熙 母：町尻兼量女量子                                                  | 中御門天皇女御 桜町天皇母               | 享保5年1月20日 （1720年2月27日）         | 准后         |
| 礼成門院   | 孝子内親王（1650 - 1725）        | 父：後光明天皇 母：庭田重秀女秀子                                                    |                                         | 享保10年6月26日 （1725年8月4日）         | 准后         |
| 青綺門院   | 二条舎子（1716 - 1790）          | 父：関白二条吉忠 母：前田綱紀女利子                                                  | 桜町天皇女御 後桜町天皇母               | 寛延3年6月26日 （1750年7月29日）         | 皇太后       |
| 開明門院   | 姉小路定子（1717 - 1789）        | 父：参議姉小路実武 母：家女房                                                        | 桃園天皇母                              | 宝暦13年2月10日 （1763年3月24日）        | 三位         |
| 恭礼門院   | 一条富子（1743 - 1796）          | 父：関白一条兼香 母：家女房                                                          | 桃園天皇女御 後桃園天皇母               | 明和8年7月9日 （1771年8月19日）          | 皇太后       |
| 盛化門院   | 近衛維子（1760 - 1783）          | 父：関白近衛内前 母：吉田良倶養女                                                    | 後桃園天皇女御 光格天皇養母             | 天明3年10月12日 （1783年11月6日）        | 皇太后       |
| 新皇嘉門院 | 鷹司繋子（1798 - 1823）          | 父：関白鷹司政煕 母：豊岡尚資女斐子                                                  | 仁孝天皇女御（贈皇后）                  | 文政6年4月6日 （1823年5月4日）           | 准后         |
| 新清和院   | 欣子内親王（1779 - 1846）        | 父：後桃園天皇 母：盛化門院                                                          | 光格天皇中宮                            | 天保12年閏1月22日 （1841年3月14日）      | 皇太后       |
| 東京極院   | 勧修寺婧子（1780 - 1843）        | 父：贈内大臣勧修寺経逸 母：池田仲庸女                                                | 仁孝天皇母                              | 天保15年2月13日 （1844年3月31日）        | 准后         |
| 新朔平門院 | 鷹司祺子（1811 - 1847）          | 父：関白鷹司政煕 母：豊岡尚資女斐子                                                  | 仁孝天皇女御                            | 弘化4年10月13日 （1847年11月20日）       | 皇太后       |
| 新待賢門院 | 正親町雅子（1803 - 1856）        | 父：贈左大臣正親町実光 母：四辻公亨女千栄                                            | 孝明天皇母                              | 嘉永3年2月27日 （1850年4月9日）          | 准后         |

### 存疑
『女院号便覧類聚』『門院伝』に記載があるにもかかわらず、院号宣下の事実を確認できない例。
- 福来門院（本名不詳） - 関白一条実経女、後宇多天皇妃
- 安福門院（二条栄子） - 関白二条道平女、後醍醐天皇女御
- 北白河院（媋子内親王） - 東宮邦良親王女
- 蒼玉門院（庭田朝子） - 贈内大臣庭田長賢女、後柏原天皇母
- 吉徳門院（万里小路栄子） - 参議万里小路賢房女、正親町天皇母
- 清光院（万里小路房子） - 内大臣万里小路秀房女、陽光院母

その多くは誤解や俗説に基づくものと考えられる。ただし、福来門院に関しては南朝の女院号とする異説もある（『紀光卿記』明和8年7月9日条）。